# 心霊音THE MOVIE
『心霊音THE MOVIE』（しんれいおん ザ ムービー）は、2010年に製作されたオリジナルビデオ。
松平哲郎、品川美月、松永美規主演。 阿見松ノ介監督。上映時間70分。

## 概要
洋画のカルト作品を販売する専門メーカーWHDジャパンが製作したオリジナルビデオの第四弾で、「サイコ・イコール」から一年ぶりにメガホンを取った、阿見松ノ介の復帰第一弾。撮影カメラ1台と3台の暗視カメラを使用して心霊ビルを探索、17時間以上の撮影を経た結果、世界初のハイビジョン撮影によって9つの心霊映像の撮影に成功した。
物語はこれまでの作品から一転し、取材と検証を中心としたドキュメンタリー形式となっている。また本作と平行して、心霊・怪奇現象に巻き込まれる人々を描く「心霊音」という朗読コンテンツが存在し、その中の一編「阿見松ノ介の心霊レポート」の映画化。

## あらすじ
それは、映画監督・阿見松ノ介の元に届いた一通の依頼メールから物語は始まった。心霊現象が続出するという建物、そこで過去に起こったという事件と複雑に絡まり合う人間模様。一つまた一つと増える謎と、事態の重さに狼狽するスタッフを引き連れ、阿見松ノ介は様々な妨害を受けながら、真相へと近づく。だが、真相を知ると同時に、彼らは本来ならば映らないはずの者達の姿を捉えていた。

## キャスト
- 松平哲郎：阿見松ノ介
- 品川美月：品川美月
- 松永美規：松永美規
- みぶ真也：山川和
- 浅尾典彦：心霊研究家
- 前原誉宜：情報提供者
- 沖一文字：不動産業者
- KAGE
- 梶井 翔
- 大西らいと

## エピソード
- 撮影時に本当の幽霊が出たと話題になり、編集時に撮りテープをチェックした処、実際にそれらしき心霊現象が収録され、そのシーンを丸々、本編でも使用している。
- 心霊現象と思われるシーンを拡大、スロー処理しようとするとなぜかソフトがフリーズして編集作業が中断した。
- 本編のサンプルを鑑賞した映画研究家や評論家のパソコンや電化製品が故障するという事態が発生し、本作の呪いによるものではないかと噂になる。
- 撮影時に何かに呪われたと信じた主演の品川美月は後日、京都にある蛸薬師通にあるお寺にお祓いに行ったと言っている。
- スタッフの中に「幽霊を見た」と言い出す者が続出し、撮影が度々中断された。
- かなりの低予算映画で総制作費は「ジャージー・デビル・プロジェクト」を凌ぐと謂われているが、正式発表がない為、不明。阿見松ノ介は自らのブログで『低予算であるからこそ出来るホラーがある』と言っている。
- 松平哲郎は長年、阿見松ノ介の助監督を務め、本作では撮影開始の2週間前に主役に抜擢された。「怪異伝承 鬼殻村」の際に、臨時で演じた脇役が目に留まったのがその理由と言われている。
- 浅尾典彦は本作の中で自分の著書『アリス・イン・クラシック』の宣伝をしている。
- みぶ真也が撮影中腰掛けていた椅子は新品であったが、出番が終わった途端何故かいきなり足が折れて使用不能になった。
- 沖一文字は釣り番組等で度々登場する釣りマニアだったが、監督が容姿（スキンヘッド・ピアス・サングラス）を見てスカウトした。当日は旧知の役者であるみぶ真也の撮影現場に差し入れを持って行ったついでにエキストラ出演する程度の予定だったが、いざ現場に着いてみると本人が知らない間に配役されていて出演シーンを撮影することとなった。（本人のmixi日記より）